# Black Jesus
Black Jesus – amerykański serial komediowy stworzony przez Aarona McGrudera i Mike'a Clattenburga, jest emitowany w Adult Swim. W serialu występują Gerald „Slink” Johnson, Charlie Murphy, Corey Holcomb, Kali Hawk, King Bach i Andra Fuller. Serial miał swoją premierę 7 sierpnia 2014 r. Drugi sezon miał premierę 18 września 2015 roku. Trzeci sezon miał premierę 21 września 2019 roku.

## Fabuła
Komedia przedstawia Jezusa Chrystusa żyjącego we współczesnych czasach i mieszkającego w Compton w Kalifornii, posiada on misję szerzenia miłości i życzliwości w okolicy. Robi to wraz ze swoją małą grupą wyznawców.

## Obsada
- Gerald „Slink” Johnson jako Jezus Chrystus
- Charlie Murphy jako Victor „Vic” Hargrove (sezony 1–2)
- John Witherspoon jako Lloyd Hamilton (sezony 1–3)
- Kali Hawk jako Maggie (sezony 1–2)
- Corey Holcomb jako Boonie
- Andra Fuller jako Fish (sezony 1–2)
- Andrew Bachelor jako Trayvon (seasons 1–2)
- Angela E. Gibbs jako Ms. Tudi
- Antwon Tanner jako Jason
- Valenzia Algarin jako Dianne
- Dominique jako Shalinka